# ماماتين السفلى (الريف الشرقي)
ماماتين السفلى (بالفارسية: ماماتین سفلی) هي منطقة سكنية تقع في إيران في قسم الريف الشرقي الريفي. يقدر عدد سكانها بـ 151 نسمة بحسب إحصاء 2016.